# Heilenbecker Höhle
Die Heilenbecker Höhle ist eine Großhöhle in Ennepetal im Ennepe-Ruhr-Kreis.

## Geschichte
Die Heilenbecker Höhle wurde 1983 durch den Arbeitskreis Kluterthöhle entdeckt und bis 1985 vermessen. Durch die recht späte Entdeckung konnte die Höhle durch modernes Naturschutzrecht und Sicherung des Eingangs vor dem sehr verbreiteten Diebstahl der Tropfsteine und anderer Sinterformationen sowie Verschmutzungen geschützt werden.